# Liodrosophila dimidiata
Liodrosophila dimidiata är en tvåvingeart som beskrevs av Oswald Duda 1922. Liodrosophila dimidiata ingår i släktet Liodrosophila och familjen daggflugor. Inga underarter finns listade i Catalogue of Life.